# 华南雨蛙
华南雨蛙（学名：Hyla simplex）为雨蛙科雨蛙属的两栖动物。分布于越南，老挝（未确定），以及中国大陆广东、广西、海南等地，常栖息于水域附近草丛间或甘蔗地或竹林里。其生存的海拔范围为20至230米。该物种的模式产地在越南。